# Georg Henrich Wagner
Georg Henrich Wagner (* um 1610; † 18. Februar 1686 in Lich) war ein deutscher Orgelbauer, der im 17. Jahrhundert in Hessen wirkte.

## Leben
Georg Henrich Wagner war Sohn des Licher Orgelbauers Georg Wagner, der um 1590 Organist an der Marienstiftskirche wurde und in Lich eine Werkstatt führte. Vater und Sohn arbeiteten bis 1635 zusammen, als Georg Henrichs Frau Anne Christina und Georg Wagner dem Pesttod erlagen. Georg Henrich übernahm von seinem Vater das Organistenamt und die Werkstatt und hatte beides etwa ein halbes Jahrhundert inne: „Nach deme ich fast in die 50 Jahr allhier von meiner gnädigen Herrschaft und Stifft, vor einen Organisten bin ahngenommen worten…“.  Als Organist erhielt er vom Fürsten in den besten Jahren 30 Gulden jährlich. Am 24. Oktober 1636 heiratete Georg Henrich Wagner in zweiter Ehe Elisabeth Schöninger (* 10. September 1620; † 8. August 1693 in Lich), die Tochter von Philipp Henrich Schöninger aus Lich. Acht Kinder gingen aus der Ehe hervor, die in den Jahren 1639 bis 1658 in Lich geboren wurden. Der älteste Sohn Johann Georg (* 16. August 1639 in Lich; † 24. Mai 1688 in Lich) führte in vierter Generation die Werkstatt fort.

## Werk
Sehr wahrscheinlich erlernte Georg Henrich Wagner den Orgelbau in der väterlichen Werkstatt. An dem Orgelneubau, den sein Vater in der Marburger Pfarrkirche St. Marien 1626 vollendete, ist Georg Henrich Wagner neben seinem Vetter Ebert
(Eberhard) Wagner vermutlich einer der beiden nicht namentlich genannten Gesellen. Ab 1638 ist er mit eigenen Arbeiten nachweisbar. Georg Henrich Wagner entfaltete ausgehend von Mittelhessen einen für die damalige Zeit großen Wirkungskreis vom Taunus bis nach Nordhessen. Wohl bedingt durch die Folgen des Dreißigjährigen Kriegs blieben seine Neubauten von der Größe und künstlerischen Ausstattung hinter den Werken des Vaters zurück. In der Regel verfügten seine Orgeln über sechs bis neun Register auf einem Manual. Grundlage war meist der Prinzipal 4′. Das Pedal war angehängt. Die Prospekte waren bei kleinen Orgeln drei- und bei größeren fünfgliedrig. Bei kleinen Werken wurde ein überhöhter Spitzturm von zwei Pfeifenflachfeldern flankiert. Sie hatten Flügeltüren und waren mit bekrönendem Schnitzwerk, die Schleierbretter der Pfeifenfelder mit flachem, durchbrochenem Schnitzwerk verziert. Bei den fünfachsigen Prospekten gab es einen runden, überhöhten Mittelturm und außen zwei Spitztürme. Zweigeschossige Flachfelder mit Terzaufstellung hatten ein gemeinsames Kranzgesims mit den Spitztürmen und verbanden die Pfeifentürme. Die Mittelpfeife des Mittelturms war immer spiralförmig bossiert, teils auch die Mittelpfeifen der Spitztürme.

## Werkliste
Kursivschreibung gibt an, dass die Orgel nicht oder nur noch das historische Gehäuse erhalten ist. In der fünften Spalte bezeichnet die römische Zahl die Anzahl der Manuale, ein großes „P“ ein selbstständiges Pedal, ein kleines „p“ ein nur angehängtes Pedal. Die arabische Zahl gibt die Anzahl der klingenden Register an. Die letzte Spalte bietet Angaben zum Erhaltungszustand oder zu Besonderheiten.
| Jahr      | Ort               | Kirche                   | Bild | Manuale | Register | Bemerkungen |
| --------- | ----------------- | ------------------------ | ---- | ------- | -------- | --- |
| 1638      | Wetzlar           | Wetzlarer Dom            |      |         |          | Neubau? 1674 Vertrag über jährliches Stimmen, 1682 Verhandlung mit Vater und Sohn über Umsetzung und Renovierung einer Orgel; nicht erhalten                                                                                 |
| 1639      | Breidenbach       | Evangelische Kirche      |      | I       | 7        | Neubau mit vier Nebenregistern; 1767 durch Johann Andreas Heinemann ersetzt; nach Abriss sollen Teile der Intarsien und zwei geschnitzte Engelsköpfe in einer erhaltenen Standuhr in Breidenbach wiederverwendet worden sein |
| 1643      | Ziegenhain        | Stadtkirche              |      |         |          | Reparatur |
| 1647      | Nieder-Wildungen  | Evangelische Stadtkirche |      | II/P    | 15–20    | wohl Erweiterungsumbau; nicht erhalten |
| 1650      | Echzell           | Ev. Kirche               |      | I       | 9        | Neubau mit vielen Beanstandungen; nicht erhalten |
| 1650      | Treysa            | Ev. Kirche               |      |         |          | Reparatur |
| 1651      | Homberg (Ohm)     | Stadtkirche              |      |         |          | Neubau; später in die Evangelische Kirche Büßfeld umgesetzt, dort Prospekt erhalten |
| 1652      | Kloster Altenberg | Klosterkirche            |      |         |          | Neubau; 1757 durch Johann Wilhelm Schöler ersetzt |
| 1657      | Biedenkopf        | Stadtkirche Biedenkopf   |      | I       | 8        | Neubau; 1791 durch Johannes Schlottmann ersetzt und nach Rödgen (Wilnsdorf) verkauft |
| 1658      | Rauschenberg      | Stadtkirche              |      |         |          | Neubau; nicht erhalten |
| 1659      | Dillenburg        | Ev. Stadtkirche          |      |         |          | Neubau, 1680 durch Wagner und Sohn umgesetzt und verändert; 1719 durch Florentinus Wang ersetzt |
| 1663      | Bad Laasphe       | Evangelische Kirche      |      | I       | 9        | Neubau; bis 1899 weitgehend unverändert erhalten, dann durch Orgelneubau von Seifert ersetzt |
| 1664      | Usingen           | Laurentiuskirche         |      | I       | 8        | Neubau; 1718 durch Johann Nikolaus Schäfer ersetzt |
| 1664–1665 | Kloster Bronnbach | Klosterkirche            |      |         |          | Neubau; nicht erhalten |
| 1669      | Hungen            | Evangelische Stadtkirche |      | I       | 6        | 1703 wegen zu geringer Größe an die Langsdorfer Kirche verkauft und dort 1756 von Johann Georg Dreuth ersetzt; Entwurfzeichnung erhalten                                                                                     |
| 1670      | Salmünster        | St. Peter und Paul       |      | I       | 8        | Neubau; nicht erhalten |
| 1667–1672 | Hofheim am Taunus | St. Georg                |      | I/p     |          | Neubau ab 1672 unter Mitarbeit der Söhne, 1673 um ein angehängtes Pedal erweitert; nicht erhalten |
| 1673      | Idstein           | Idsteiner Stadtkirche    |      |         |          | 1783 in die Laurentiuskirche (Arnoldshain) umgesetzt und dort 1860 von Gustav Raßmann ersetzt |
| 1680      | Ober-Ohmen        | Evangelische Kirche      |      |         |          | Neubau; 1783 wegen Baufälligkeit abgetragen |
| 1685      | Romrod            | Ev. Stadtkirche          |      |         |          | Zuschreibung; 1856 durch Neubau von Friedrich Wilhelm Bernhard ersetzt; Prospekt erhalten |
| 1686–1687 | Amöneburg         | St. Georg                |      |         |          | Neubau; 1827 nach Wohra umgesetzt, nicht erhalten |
| 1682      | Kloster Arnsburg  | Klosterkirche            |      | II      | 16       | Neubau; 1688 Restbetrag an Sohn ausgezahlt; 1808/1809 von Johann Georg Bürgy nach St. Gallus in Rockenberg umgesetzt, nicht erhalten                                                                                         |